# Søblad
Søblad (Nymphoides) er en slægt af stauder, der er knyttet til vand- og sumpområder. De har alle hårløse stængler og blade og lidt frynsede blomster.
| Slægter |

- Indisk søblad (Nymphoides indica) – ikke hårdfør i Danmark
- Åkandesøblad (Nymphoides peltata)